# Pentacladia seyrigi
Pentacladia seyrigi är en stekelart som först beskrevs av Jean Risbec 1952.  Pentacladia seyrigi ingår i släktet Pentacladia och familjen hoppglanssteklar. Inga underarter finns listade i Catalogue of Life.